# Anisomeridium nyssaegenum
Anisomeridium nyssaegenum är en lavart som först beskrevs av Ellis & Everh., och fick sitt nu gällande namn av R. C. Harris. Anisomeridium nyssaegenum ingår i släktet Anisomeridium och familjen Monoblastiaceae.   Inga underarter finns listade i Catalogue of Life.